# Ivansxtc
IVANSXTC è un film del 2000 diretto da Bernard Rose e con protagonisti principali Danny Huston, Peter Weller, Lisa Enos e James Merendino.
Il film è ispirato alla novella del 1886 di Lev Tolstoj La morte di Ivan Il'ič e all' ascesa e caduta dell'agente di Hollywood Jey Moloney morto suicida proprio nel 1999.
Presentato in anteprima al Festival Internazionale del Cinema di Toronto del 2000 il film usci nelle sale cinematografiche solo nel 2002, dove si aggiudico' diverse candidature agli Indipendent Spirit Award del 2003.Si aggiudico' anche un premio per la migliore sceneggiatura al Boston Film Festival.
Inedito in Italia è conosciuto col titolo alternativo Ivansxtc, to Die and Live in Hollywood
Al film che segna il debutto di Sarah Danielle Madison e Morgan Walsh partecipano in ruoli minori le attrici Valeria Golino, Tiffani Thiessen e Victoria Silvstedt.

## Trama
Il film inizia con la morte di uno dei più importanti agenti di Hollywood Ivan Beckman (Danny Huston) e ripercorre a ritroso l'ultimo perido della sua vita fatta di eccessi e affari importanti. Nemmeno una diagnosi di cancro all'insaputa di clienti e collaboratori lo fermerà dal procacciare affari.